# 켄 베이츠
케네스 윌리엄 “마스터” 베이츠(Kenneth William "Master" Bates , 1931년 12월 4일 ~ )는 영국의 기업인이자 축구 임원으로, 현재 리즈 유나이티드 AFC의 클럽회장이자 소유주이며, 1982~2003년까지 첼시 FC의 클럽회장이자 대주주였다.
올덤 애슬레틱 AFC의 회장을 잠시 역임한 후, 1982년 1파운드에 재정위기에 파져있던 2부리그 팀 첼시 FC를 인수한다.
그는 택지 개발업자에게 넘어간 스탬퍼드 브리지에 대한 소유권에 대해 장기간의 분쟁끝에 그 소유권을 매수하였다.
그의 재임기간 동안 클럽의 부채가 8000만 파운드에 달했지만 팀을 프리미어 리그 탑 6으로 만들었으며, 1970년대 이후 처음으로 메이저 트로피(FA컵, 리그컵)를 가져오게 되었다.
2003년 7월 러시아의 석유 재벌 로만 아브라모비치에게 클럽을 매각하였다.
2005년 1월 무거운 채무부담에 허덕이고 있던 리즈 유나이티드 AFC의 지분 50%를 인수했다. 그 후 2007년 리그1까지 강등되는 수모를 겪었으나 2010년 챔피언쉽으로 승격되어 회복중에 있다.
2011년 5월 BBC에 따르면 그는 리즈 유나이티드 AFC의 새로운 소유주로 확인되었다.

## 일생과 경력
1931년 영국 일링에서 태어나 퀸즈 파크 레인저스 FC의 축구 선수로 뛰기도 했다. 운반업계에 진출해 개인 자산을 모은 뒤 콘크리트와 낙농업으로 사업 분야를 옮겨 1960년대 ~ 1970년대 동안 영국령 버진아일랜드에서 1976년 아일랜드 신탁 은행을 설립하였다.
2번 결혼해 5명의 아이를 두었으며, 그의 동생도 5년 동안 위건 애슬레틱 FC의 구단주이기도 했다. 그리고 1982년 재정 위기에 빠진 첼시 FC를 인수해 21년간 구단주로 있었으나, 많은 논란과 문제가 일으켰고 예상 부채가 8000만 파운드에 달하자 2003년 러시아의 석유 재벌 로만 아브라모비치에게 17억 달러에 매각했다.
2004년 3월 클럽 회장 직위도 사임한 뒤 2005년 1월 리즈 유나이티드 AFC를 인수해 새 구단주가 되었다.

## 같이 보기
- 첼시 FC
- 리즈 유나이티드 AFC